# Helga Sasse
Helga Sasse (* 17. April 1942 in Breslau; † 9. Juni 2013 in Berlin) war eine deutsche Schauspielerin, Synchron- und Hörspielsprecherin.

## Leben
Ihre Schauspielausbildung absolvierte sie von 1961 bis 1964 an der Babelsberger Filmhochschule. Darauf hatte sie Engagements unter anderem in Brandenburg, Karl-Marx-Stadt und Berlin. Seit den 1960er-Jahren stand sie vor der Kamera. Das Lustspiel Nelken in Aspik als Partnerin von Armin Mueller-Stahl zählt zu ihren bekanntesten Einsätzen.
Für die verstorbene Astrid Bless übernahm Sasse die Synchronisation der von Roma Maffia gespielten Liz Cruz in Nip/Tuck.
Helga Sasse starb im Alter von 71 Jahren und wurde auf dem I. Französischen Friedhof in Berlin bestattet.

## Filmografie
- 1969: Minna von Barnhelm oder Das Soldatenglück
- 1971: Hut ab, wenn du küsst!
- 1973: Der Staatsanwalt hat das Wort: Unverhofftes Wiedersehen (TV-Reihe)
- 1973: Das unsichtbare Visier (Fernsehserie, Folge: Das Wasserschloss)
- 1974: Polizeiruf 110: Das Inserat (TV-Reihe)
- 1974: Die Frauen der Wardins (TV-Dreiteiler)
- 1976: Nelken in Aspik
- 1979: Polizeiruf 110: Heidemarie Göbel
- 1986: Schauspielereien (Fernsehserie, 1 Folge)
- 1986: Der Staatsanwalt hat das Wort: Ein todsicherer Tipp

## Synchronisation (Auswahl)
Kirsten Walther
- 1977–1982: Oh, diese Mieter! als Karla Hansen
- 1979: Die Olsenbande ergibt sich nie als Yvonne Jensen
- 1981: Die Olsenbande fliegt über alle Berge als Yvonne Jensen
- 1981: Die Olsenbande fliegt über die Planke als Yvonne Jensen

Frances Conroy
- 2011–2012: American Horror Story als Moira
- 2012–2013: American Horror Story – Asylum als Todesengel

### Filme
- 1981: Teheran 43 – Claude Jade als Françoise
- 1993: Sneakers – Die Lautlosen – Mary McDonnell als Liz
- 2004: Being Julia – Sheila McCarthy als Grace Dexter
- 2004: Ocean’s 12 – Cherry Jones als Molly Star/Mrs. Caldwell
- 2012: Fast verheiratet – Jacki Weaver als Sylvia Dickerson-Barnes

### Serien
- 1970–1990: Mit Jan und Tini auf Reisen (Stimme)
- 1982–1991: Spielhaus als Masine
- 2005–2006: Desperate Housewives – Lesley Ann Warren als Sophie Bremmer
- 2006: Ghost Whisperer – Stimmen aus dem Jenseits – Anne Archer als Beth Gordon
- 2009–2010: Nip/Tuck – Schönheit hat ihren Preis – Roma Maffia als Liz Cruz (2. Stimme)
- 2009–2013: Chuck – Bonita Friedericy als General Diane Beckman
- 2012: True Blood – Fiona Shaw als Marnie Stonebrook

## Hörspiele
- 1970: Günther Rücker: Das Modell – Regie: Günther Rücker (Hörspiel – Rundfunk der DDR)
- 1970: Autorenkollektiv: Gespräche an einem langen Tag – Regie: Detlef Kurzweg (Hörspiel – Rundfunk der DDR)
- 1970: Roland Neumann: Winne (Frau Mielke) – Regie: Manfred Täubert (Kinderhörspiel – Rundfunk der DDR)
- 1971: Rudi Strahl: In Sachen Adam und Eva – Regie: Peter Groeger (Hörspiel – Rundfunk der DDR)
- 1974: Günter Spranger: Zur Fahndung ausgeschrieben: Sabine (Frau Kuhlmann) – Regie: Albrecht Surkau (Hörspielreihe: Tatbestand, Nr. 3 – Rundfunk der DDR)
- 1975: Brüder Grimm: Der gestiefelte Kater (Frau) – Regie: Dieter Scharfenberg (Kinderhörspiel – Litera)
- 1986: Ulrich Waldner: Eine Wohnung unterderhand (Frau Hollmann) – Regie: Detlef Kurzweg (Kurzhörspiel der Reihe: Waldstraße Nummer 7 – Rundfunk der DDR)
- 1991: Alexander Wolkow: Der Zauberer der Smaragdenstadt (Fregosa Dienerin) – Regie: Dieter Scharfenberg (Hörspiel – LITERA junior)
- 1991: Alexander Wolkow: Urfin und seine Holzsoldaten (Fregosa, Dienerin) – Regie: Dieter Scharfenberg (Hörspiel – LITERA junior)
- 2010–2013: Klaus-P. Weigand: Bibi Blocksberg (Folgen 100–110) (Walpurgia Besenstiel) – Regie: Jutta Buschenhagen; Michael Schlimgen (Hörspiel – Kiddinx)